# The Devil's Garden
The Devil's Garden er en amerikansk stumfilm fra 1920 af Kenneth Webb.

## Medvirkende
- Lionel Barrymore som William Dale
- Doris Rankin som Mavis Dale
- May McAvoy som Norah
- H. Cooper Cliffe som Lors Barradine